# Берлаг

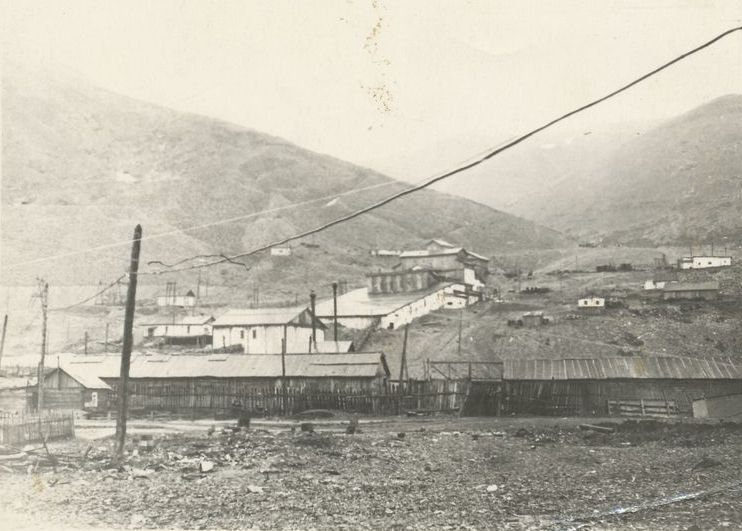
Рудник «Хениканджа»

Берла́г (Берегово́й исправи́тельно-трудовой ла́герь) — особый лагерь № 5 МВД СССР, действовавший в структуре ГУ СДС «Дальстрой» в 1948—1954 годах.

## История
28 февраля 1948 года приказом МВД СССР № 00219 был организован Особый лагерь № 5 — «Береговой», Берлаг, подчинённый приказом МВД от 29 апреля 1948 года № 00469 «Дальстрою». Берлаг не входил в систему Севвостлага и в оперативном отношении первоначально подчинялся ГУЛАГу и «Дальстрою», а в сентябре 1949 года был полностью переподчинён Управлению исправительно-трудовых лагерей «Дальстроя».
Берлаг входил в систему особых лагерей, организованную на основе постановления Совета Министров СССР № 416—159 от 21 февраля 1948 года «Об организации лагерей МВД со строгим режимом для содержания особо опасных государственных преступников» — осуждённых шпионов, диверсантов, террористов, троцкистов, меньшевиков, эсеров, анархистов, националистов, белоэмигрантов и участников других антисоветских организаций, а также для содержания лиц, представляющих опасность по своим антисоветским связям и вражеской деятельности.
Охрану лагерных подразделений несла 86-я конвойная дивизия, позднее переименованная в 17-й отдел военизированной охраны ГУЛАГа МВД СССР.
26 августа 1948 года была утверждена дислокация 15 лагерных подразделений Берлага, в том числе 20 лагпунктов[неизвестный термин] и центральной больницы. Управление Берлага изначально располагалось в пос. Пёстрая Дресва (устье р. Вилиги, территория современного Омсукчанского района Магаданской области), а позднее было переведено в г. Магадан, в то время как его лагерные подразделения преимущественно сосредотачивались в центральной части территории «Дальстроя».
На 1 января 1949 года в управлении Берлага были образованы 13 лагерных отделений, отдельный лагпункт при Оротуканском заводе горного оборудования и центральная больница в пос. Хета. В соответствии с приказом МВД СССР от 8 июля 1949 года количество лагерных отделений Берлага увеличивалось до 19, а лагпунктов — до 26. Все они были расположены в пяти горнопромышленных управлениях «Дальстроя»: в Индигирском — одно лаготделение (горнорудный комбинат «Аляскитовый» — вольфрам), в Северном — четыре (Утинский золоторудный комбинат, Эльгенский и Аркагалинский угольные районы, Оротуканский завод горного оборудования, прииски имени Горького и «Спокойный»), в Юго-Западном — пять (горнорудные комбинаты имени Лазо и «Каньон», прииск «Днепровский»), в Тенькинском — шесть (рудники «Хениканджа», имени Белова, обогатительная фабрика имени Берия, комбинат № 1 «Бутугычаг», фабрика имени Чапаева), в Западном — одно (прииск «Челбанья»), а также два лаготделения в г. Магадане, причем одно транзитно-пересыльное. Заключённые добывали золото, уголь, олово, кобальт, вольфрам, работали на горно-обогатительных комбинатах и выполняли строительные работы.
Укомплектация Берлага производилась как «особо опасными государственными преступниками»-заключёнными из Северо-Восточных исправительно-трудовых лагерей (Севвостлага — УСВИТЛа), так и привозимыми с «материка» по специальным нарядам ГУЛАГа. В начале 1949 года общее число заключённых Берлага насчитывало 15 570 человек, среди которых находилось 2165 женщин. 4800 мужчин и 1061 женщина были осуждены по статье «контрреволюционная деятельность». К концу 1949 года контингент лагеря возрос до 23 906 человек, включая 4098 женщин.
Максимальное единовременное количество заключённых достигло в 1952 году 31 500 человек.
Согласно Постановлению СМ СССР от 18 марта 1953 года № 832-370сс ГУ СДС «Дальстрой» было передано в Министерство металлургической промышленности СССР, его лагерные подразделения — ГУЛАГу Министерства Юстиции СССР, а Береговой лагерь перешёл в подчинение Главного тюремного управления МВД СССР.
В 1954 году особые лагеря были преобразованы в ИТЛ, режим и контингент которых не отличался от остальных мест лишения свободы. С февраля 1954 года и вплоть до своего закрытия в июне 1954 года Берлаг был подчинён ГУЛАГу МВД СССР. Тогда же все лагерные подразделения Берлага были переданы Управлению Северо-Восточных исправительно-трудовых лагерей (УСВИТЛ).

## Начальники
- полковник П. С. Бондаренко, с 27 апреля 1948 по 4 апреля 1950
- майор Я. С. Голубев (упоминается как и. о. 28.6.1949, 24.9.1949, 1.3.1952, 28.7.1952)
- полковник А. Ф. Васильев, с 4 апреля 1950 по 25 июня 1954 (упоминается как и. о. 31.12.1949)

### Заместители начальника
- подполковник А. М. Муромцев, с 29 апреля 1948 — ?
- капитан Я. С. Голубев, с 2 июня 1948 — ?